# Heinz-Dieter Ebbinghaus
Heinz-Dieter Ebbinghaus (* 22. Februar 1939 in Hemer, Westfalen) ist ein deutscher Mathematiker, der vor allem zur mathematischen Logik arbeitet.

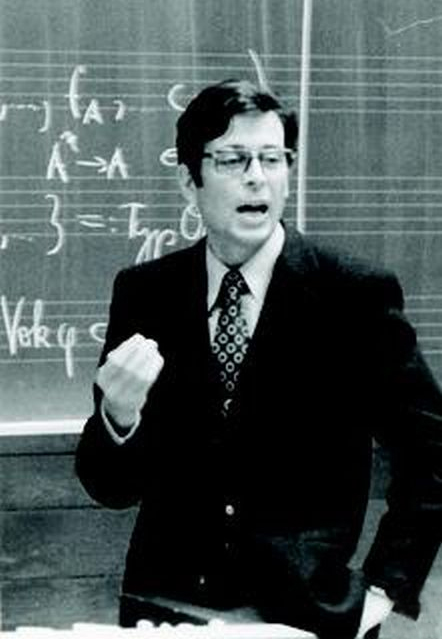
Ebbinghaus in Hannover 1974

Ebbinghaus studierte Mathematik und Physik an der  Universität Münster, wo er 1967 bei Hans Hermes promoviert wurde (Über eine Prädikatenlogik mit partiell definierten Prädikaten und Funktionen und eine Anwendung auf die Gleichungstheorie). Mit Hermes ging er auch  zunächst als Assistent (1967) nach Freiburg im Breisgau, wo er dann bis zu seiner Emeritierung als Professor für mathematische Logik an der Albert-Ludwigs-Universität Freiburg wirkte.
Ebbinghaus schrieb mehrere Lehrbücher über Mengenlehre, mathematische Logik und Modelltheorie und ist Herausgeber der Werke des Logikers Ernst Zermelo, der ebenfalls in Freiburg wirkte, (der erste Band erschien 2010 im Springer Verlag) und dessen Biograph.

## Schriften
- Zahlen und Zeilen oder das blaue Pferd, Books on Demand, Norderstedt, 2. Auflage 2015, ISBN 978-3-7386-9348-5
- Einführung in die Mengenlehre, Spektrum Verlag 2003, ISBN 3-8274-1411-3.
- mit Volker Peckhaus: Ernst Zermelo - an approach to his life and work, Springer 2007.
- mit Jörg Flum: Finite Model Theory, Springer, 2. Auflage 2006.
- mit Jörg Flum und Wolfgang Thomas: Einführung in die mathematische Logik, Spektrum Verlag, 5. Auflage 2007.
- mit Jörg Flum: Mathematical Logic, Springer, 2. Auflage 1994
- mit Hans Hermes, Friedrich Hirzebruch (Herausgeber): Zahlen, Springer Verlag, 3. Auflage 1992 (auch ins Englische, Französische, Japanische übersetzt; darin von Ebbinghaus: Mengenlehre und Mathematik).
- mit Gerhard Vollmer: Denken unterwegs. Fünfzehn metawissenschaftliche Exkursionen, Hirzel Verlag 1992.
- Omega-Bibliography of Mathematical Logic: Model Theory, Springer 1987.
- mit Konrad Jacobs: Selecta Mathematica, Bd. 2, Springer, 1970 (darin von Ebbinghaus: Turingmaschinen und berechenbare Funktionen 1–3, Aufzählbarkeit).